# Менічешть
Менічешть, Менічешті (рум. Mănicești) — село у повіті Арджеш в Румунії. Входить до складу комуни Бейкулешть.
Село розташоване на відстані 127 км на північний захід від Бухареста, 21 км на північний захід від Пітешть, 105 км на північний схід від Крайови, 99 км на південний захід від Брашова.

## Населення
За даними перепису населення 2002 року у селі проживали 562 особи. Рідною мовою 560 осіб (99,6%) назвали румунську.
Національний склад населення села:
| Національність | Кількість осіб | Відсоток |
| -------------- | -------------- | -------- |
| румуни         | 526            | 93,6%    |
| цигани         | 36             | 6,4%     |